# Specialfastigheter
Specialfastigheter Sverige Aktiebolag är ett svenskt helstatligt bolag som äger, förvaltar och utvecklar säkerhetsfastigheter. 

## Bakgrund
I maj 1997 avyttrade Vasakronan AB sin verksamhet rörande fastigheter för särskilda ändamål i syfte att renodla sig och därmed skapades det aktuella bolaget. Specialfastigheter äger och förvaltar 174 fastigheter fördelade på tre affärsområden. Geografiskt har fastigheterna en spridning över hela landet. Fastighetsinnehavet har en lokalarea på drygt 1,1 miljoner kvadratmeter. Marknadsvärdet uppgår till cirka 38 miljarder kronor. 2022 omsatte Specialfastigheter 2.456 Mkr.

## Verksamhet
Säkerhetsfastigheter är en nisch inom samhällsfastigheter och avser fastigheter som är anpassade till verksamheter med höga krav på säkerhet i form av drifts-, person-, informations- eller fysisk säkerhet. Bolagets hyresgäster är Kriminalvården (KV), Polismyndigheten, Statens institutionsstyrelse (SiS), Försvarsmakten (FM), Myndigheten för samhällsskydd och beredskap (MSB), Försvarets materielverk (FMV), Sveriges Domstolar, Åklagarmyndigheten, Totalförsvarets forskningsinstitut (FOI), Rättsmedicinalverket, Migrationsverket, Statens försvarshistoriska museer, Kronofogden och Folke Bernadotteakademin.